# Burundi op de Olympische Zomerspelen 2012
Burundi nam deel aan de Olympische Zomerspelen 2012 in Londen, Verenigd Koninkrijk.
Aan de eerste en enige medaille, behaald in 1996, werd voor de vierde opeenvolgende keer geen medaille toegevoegd. Bij de vijfde deelname werd ook voor de vijfde keer deel genomen in de atletiek. Voor de derdemaal werd deelgenomen in het zwemmen. Voor het eerst werd deelgenomen in het judo.

## Deelnemers en resultaten

### Atletiek
| Olympiër           | Onderdeel    | Resultaat | Prestatie                                                                           |
| ------------------ | ------------ | --------- | ----------------------------------------------------------------------------------- |
| Olivier Iradukunda | 5000m (m)    | 30e       | serie 1: 14de in 13.46,25                                                           |
|                    |              |           |                                                                                     |
| Francine Niyonsaba | 800m (v)     | 7e        | serie 3: 1ste in 2.07,57 halve finale 3: 2de in 1.58,67 (NR) finale: 7de in 1.59,63 |
| Diana Nukuri       | marathon (v) | 31e       | 2:30.12                                                                             |

### Judo
| Olympiër            | Onderdeel | Resultaat | Prestatie                              |
| ------------------- | --------- | --------- | -------------------------------------- |
| Odette Ntahonvukiye | -78kg (v) | 17e       | 1ste ronde: V van GAB Koumba: waza-ari |

### Zwemmen
| Olympiër        | Onderdeel           | Resultaat | Prestatie               |
| --------------- | ------------------- | --------- | ----------------------- |
| Beni Binobagira | 100m vrije slag (m) | 56e       | serie 1: 4de in 1.04,57 |
|                 |                     |           |                         |
| Elsie Uwamahoro | 50m vrije slag (v)  | 66e       | serie 2: 4de in 33,14   |

Afghanistan · Albanië · Algerije · Amerikaanse Maagdeneilanden · Amerikaans-Samoa · Andorra · Angola · Antigua en Barbuda · Argentinië · Armenië · Aruba · Australië · Azerbeidzjan · Bahama's · Bahrein · Bangladesh · Barbados · België · Belize · Benin · Bermuda · Bhutan · Bolivia · Bosnië en Herzegovina · Botswana · Brazilië · Britse Maagdeneilanden · Brunei · Bulgarije · Burkina Faso · Burundi · Cambodja · Canada · Centraal-Afrikaanse Republiek · Chili · China · Chinees Taipei · Colombia · Comoren · Congo-Brazzaville · Congo-Kinshasa · Cookeilanden · Costa Rica · Cuba · Cyprus · Denemarken · Djibouti · Dominica · Dominicaanse Republiek · Duitsland · Ecuador · Egypte · El Salvador · Equatoriaal-Guinea · Eritrea · Estland · Ethiopië · Fiji · Filipijnen · Finland · Frankrijk · Gabon · Gambia · Georgië · Ghana · Grenada · Griekenland · Groot-Brittannië · Guam · Guatemala · Guinee · Guinee‑Bissau · Guyana · Haïti · Honduras · Hongarije · Hongkong · Ierland · IJsland · India · Indonesië · Irak · Iran · Israël · Italië · Ivoorkust · Jamaica · Japan · Jemen · Jordanië · Kaaimaneilanden · Kaapverdië · Kameroen · Kazachstan · Kenia · Kirgizië · Kiribati · Koeweit · Kroatië · Laos · Lesotho · Letland · Libanon · Liberia · Libië · Liechtenstein · Litouwen · Luxemburg · Macedonië · Madagaskar · Malawi · Maldiven · Maleisië · Mali · Malta · Marshalleilanden · Marokko · Mauritanië · Mauritius · Mexico · Micronesië · Moldavië · Monaco · Mongolië · Montenegro · Mozambique · Myanmar · Namibië · Nauru · Nederland · Nepal · Nicaragua · Nieuw-Zeeland · Niger · Nigeria · Noord-Korea · Noorwegen · Oeganda · Oekraïne · Oezbekistan · Oman · Oostenrijk · Oost-Timor · Pakistan · Palau · Palestina · Panama · Papoea-Nieuw-Guinea · Paraguay · Peru · Polen · Portugal · Puerto Rico · Qatar · Roemenië · Rusland · Rwanda · Saint Kitts en Nevis · Saint Lucia · Saint Vincent en Grenadines · Salomonseilanden · Samoa · San Marino · Sao Tomé en Principe · Saoedi-Arabië · Senegal · Servië · Seychellen · Sierra Leone · Singapore · Slovenië · Slowakije · Soedan · Somalië · Spanje · Sri Lanka · Suriname · Swaziland · Syrië · Tadzjikistan · Tanzania · Thailand · Togo · Tonga · Trinidad en Tobago · Tsjaad · Tsjechië · Tunesië · Turkije · Turkmenistan · Tuvalu · Uruguay · Vanuatu · Venezuela · Verenigde Arabische Emiraten · Verenigde Staten · Vietnam · Wit-Rusland · Zambia · Zimbabwe · Zuid-Afrika · Zuid-Korea · Zweden · Zwitserland · Onafhankelijke atleten